# Fundación Casa de Alba
La Fundación Casa de Alba es una institución española dedicada a la preservación del patrimonio histórico y cultural de la casa de Alba, que fue constituida el 14 de mayo de 1975 por Cayetana Fitz-James Stuart -XVIII duquesa de Alba de Tormes- y que presidió hasta su muerte en 2014 en que es administrada por los hijos de la noble.

## Objetivos
Los objetivos de la Fundación Casa de Alba se enmarcan básicamente en el cuidado y conservación del amplio patrimonio (valorado en aproximadamente 3000 millones de euros) artístico de la casa de Alba manifestándose en:
- La conservación y restauración del patrimonio de la casa de Alba según las normas que rigen el patrimonio artístico nacional español.
- La conservación, orden y creación de obras de arte, fondos bibliotecarios y documentales.
- La exposición permanente al público en el Palacio de Liria de las obras de arte pertenecientes a la fundación.
- La organización de conferencias, seminarios y charlas de carácter artístico e histórico.
- La promoción de la búsqueda histórica y artística en la biblioteca y archivos de la fundación.

[cita requerida]

## Patrimonio
El patrimonio inmobiliario de la Fundación Casa de Alba incluye, principalmente, el palacio de Liria, el palacio de Monterrey y el Castillo de los Duques de Alba en Alba de Tormes. Se completa con su relevante colección privada de arte, con piezas de Tiziano, Van Loo, Mengs, Goya, Murillo, El Greco, Michele Tosini, Andrea Vaccaro, Rubens, Gerard Seghers, Francesco Furini, Ingres... 
Aunque las reseñas en prensa insisten en resaltar el elevado valor de este patrimonio (entre 3.000 y 3.500 millones de €)[cita requerida], hay que precisar que no se puede vender libremente, ya que está sujeto a la legislación sobre fundaciones y patrimonio histórico-artístico[cita requerida].

## Conformación
La fundación se organiza de la siguiente forma:
- Fundadora
  - María del Rosario Cayetana Fitz-James Stuart y de Silva
- Patronos
  - Carlos Fitz-James Stuart y Martínez de Irujo
  - Alfonso Martínez de Irujo y Fitz-James Stuart